# チャンピオンシップ・レスリング・フロム・フロリダ
チャンピオンシップ・レスリング・フロム・フロリダ（Championship Wrestling from Florida、略称：CWF）は、アメリカ合衆国のフロリダ州で活動していたプロレス団体。
NWA傘下の主要団体として、黄金期である1970年代からはエディ・グラハムが主宰者となり、ダスティ・ローデスをエースに擁して人気を博した。本部を構えていたタンパをはじめ、マイアミ、ジャクソンビル、セントピーターズバーグ、オーランドなどの各主要都市で興行を行い、昭和期の日本ではNWAフロリダ地区とも呼称されていた。

## 概要

### 創設から1960年代まで
NWA結成後の1949年、プロレスラーのクラレンス・P・ラットレル（ "Cowboy" Clarence P. Luttrell）を主宰者として、フロリダ州タンパにチャンピオンシップ・レスリング・フロム・フロリダ（CWF）が創設される。フロリダにはNWA結成以前の1930年代前半からプロレス団体があり、1934年よりフロリダ・ヘビー級王座が、1936年より南部ヘビー級王座が認定され、ラットレル自身も戴冠していたが、CWF創設後にフロリダ王座は南部王座に統合され、1966年まで封印されていた。
以降、1950年代から1960年代前半にかけては、フレッド・ブラッシー、レイ・スティーブンス、フレッド・アトキンス、バディ・オースチン、ボリス・マレンコ、ボブ・オートン、ボブ・エリス、ターザン・タイラー、そして後にオーナーとなるエディ・グラハムやヒロ・マツダなどが南部ヘビー級王者に名を連ねている。1966年にはフロリダ・ヘビー級王座がNWAの認定タイトルとして復活し、ワフー・マクダニエル、ジョニー・バレンタイン、ジョー・スカルパ、レッド・バスチェン、ハンス・モーティア、サイクロン・ネグロ、デール・ルイス、ミスター・サイトー、ジャック・ブリスコなどが戴冠した。また、1960年代よりゴードン・ソリーが実況アナウンサーを担当したTVプログラムも高視聴率を獲得した。

### エディ・グラハムの時代
ラットレルの養子だったエディ・グラハムは、1961年よりプロモーションの買収を始めており、1970年9月にCWFの全権を掌握。1970年代前半はフロリダ・ヘビー級王者のジャック・ブリスコがエース格となり、ジョニー・バレンタイン、ターザン・タイラー、クリス・マルコフ、サンダーボルト・パターソン、ラリー・ヘニング、グレート・メフィスト、ディック・マードック、ボビー・ダンカン、オレイ・アンダーソン、ベアキャット・ライト、ポール・ジョーンズ、マッドドッグ・バション、ティム・ウッズ、バディ・コルト、ボビー・シェーンらを相手に防衛戦を展開。ジャック&ジェリー・ブリスコ対ドリー・ファンク・ジュニア&テリー・ファンクの兄弟タッグ抗争なども人気を博した。
ジャック・ブリスコのNWA世界ヘビー級王座戴冠後は、それまでヒールのポジションにいたダスティ・ローデスが、マネージャーのゲーリー・ハートおよびパートナーのパク・ソンとの仲間割れアングルで1974年5月よりベビーフェイスに転向。以降、アメリカン・プロレスを代表する大人気スターとなり、CWFも全米有数の繁栄テリトリーに発展。オーナーのエディ・グラハムは1976年から1978年までNWAの会長を務め、1978年1月25日にはマイアミ・オレンジボウルにて、当時のNWA世界ヘビー級王者ハーリー・レイス対WWWFヘビー級王者スーパースター・ビリー・グラハムのダブル・タイトルマッチを『スーパーボウル・オブ・レスリング』と銘打って実現させるなどの手腕を発揮した。
ベビーフェイス陣営では、ペドロ・モラレス、ロッキー・ジョンソン、ボボ・ブラジル、マニー・フェルナンデスなどがローデスの脇を固め、1970年代後半からはジャック・ブリスコもCWFに復帰。1980年代に入るとバリー・ウインダムやマイク・ロトンドなどの新しいスター候補も誕生した。ベテランのワフー・マクダニエルやミスター・レスリング2号、有望株だったブルース・リードやビリー・ジャック・ヘインズ、フェイスターンしたブラックジャック・マリガンやバグジー・マグロー、ゲスト出場のアンドレ・ザ・ジャイアントもローデスと共闘し、ディック・マードックも時折参戦してテキサス・アウトローズを再結成した。
ヒール陣営では、ザ・ファンクス、ラーズ・アンダーソン、ボブ・ループ、キラー・カール・コックス、ザ・スポイラー、ジョー・ルダック、アーニー・ラッド、レロイ・ブラウン、ドン・ムラコ、イワン・コロフ、ニコライ・ボルコフ、バロン・フォン・ラシク、ディック・スレーター、ボビー・ジャガーズ、ロン・バス、ケビン・サリバン、マーク・ルーインらが活躍し、アブドーラ・ザ・ブッチャーやブルーザー・ブロディもスポット参戦、サー・オリバー・フンパーディンクやJ・J・ディロンなどの悪党マネージャーがローデスらベビーフェイス陣営との抗争を指揮した。東洋系ヒールの日本人選手ではミスター・サイトーをはじめ、キラー・カーン、ミスター・ヒト、ミスター・サト（ザ・グレート・カブキ）、ミスター・サクラダ（ケンドー・ナガサキ）などが参戦。NWA世界ヘビー級王者のハーリー・レイスやリック・フレアーも定期的に登場して防衛戦を行った。
日本とは、当初はNWAルートで全日本プロレスと接点を持っていたが、ブッカーのヒロ・マツダの仲介で1978年より新日本プロレスと提携。1980年4月16日にはマイアミビーチにて、アントニオ猪木がボブ・バックランドに挑戦したWWFヘビー級王座のタイトルマッチが行われた。後にドリー・ファンク・ジュニアがブッカーに就任したこともあり、1982年以降は再び全日本プロレスと提携している。

### エディ・グラハム死後
1984年より、WWFがビンス・マクマホン・ジュニアの新体制下で全米侵攻を開始し、アメリカのプロレス界における旧来のテリトリー制が崩壊しつつある中、金融投資の失敗でアルコール依存症に陥ったエディ・グラハムが1985年1月21日にピストル自殺。グラハムの死後はデューク・ケオムカとヒロ・マツダが団体の運営を引き継ぎ、新日本プロレスとの提携も再開、1986年にはアメリカ修業中のホワイト・ニンジャこと武藤敬司がケンドール・ウインダムとNWAフロリダ・ヘビー級王座を争った。
ヘクター・ゲレロ、ジェイ&マーク・ヤングブラッド、ジェシー・バー、リック・ルード、ヘラクレス・ヘルナンデスなどが台頭し、ロン・シモンズやレックス・ルガーなどの大型ルーキーも輩出したが、WWFの全米侵攻の余波で観客動員は落ち込み、1987年2月にジム・クロケット・ジュニアがCWFを買収。同じ南東部の主要テリトリーだったジョージア地区と同様、ジム・クロケット・プロモーションズに吸収合併されることになった。
CWF売却後、エディ・グラハムの息子マイク・グラハムはジム・クロケット・プロモーションズを離脱し、1988年4月、新たにフロリダ・チャンピオンシップ・レスリング（FCW）を設立。7月30日にはタンパにて、NWA王座に代わるフラッグシップ・タイトルとして新設されたFCWフロリダ・ヘビー級王座の決定トーナメントが行われ、決勝でディック・スレーターを破ったダニー・スパイビーが初代王者に認定された。その後、FCWはプロフェッショナル・レスリング・フェデレーション（PWF）と名称を変更し、ダスティン・ローデスやケンドール・ウインダムがヘビー級王座を獲得したが、1991年に活動を停止した。
なお、FCWの名称は、長年フロリダを主戦場としていたスティーブ・カーン主宰のWWEの下部団体に引き継がれた。

## タイトル
- NWAフロリダ・ヘビー級王座
- NWAフロリダ・ジュニアヘビー級王座
- NWAフロリダ・タッグ王座
- NWAフロリダ女子王座
- NWA南部ヘビー級王座（フロリダ版）
- NWA南部タッグ王座（フロリダ版）
- NWA南部女子王座（フロリダ版）
- NWA USタッグ王座（フロリダ版）
- NWAインターナショナル・ヘビー級王座（フロリダ版）
- NWAバハマズ・ヘビー級王座
- NWAグローバル・タッグ王座
- FCW（PWF）フロリダ・ヘビー級王座
- FCW（PWF）フロリダ・タッグ王座